# Jogesh Pati
Jogesh C. Pati (Baripada, Odisha, India, 3 de abril de 1937) es un físico teórico indio-estadounidense, investigador en el SLAC National Accelerator Laboratory.

## Biografía
Jogesh Pati comenzó sus estudios en el Guru Training School de Baripada, tras lo que fue admitido en el Instituto M. K. C. Completó su formación secundaria en el MPC College.
Pati obtuvo su título de grado en el Ravenshaw College (actualmente Universidad Ravenshaw) de la Universidad de Utkal en 1955, su maestría en la Universidad de Delhi en 1957, y su doctorado en la Universidad de Maryland en 1961.
Es profesor emérito en la Universidad de Maryland, en Centro de Física Fundamental de Maryland y en el departamento de física.
Pati hizo contribuciones pioneras a la noción de unificación de partículas elementales (quarks y leptones) y de sus fuerzas gauge: débil, electromagnética y fuerte. Su formulación, realizada en colaboración con el Premio Nobel de física Abdus Salam, de la teoría de gauge original de unificación quark-leptón y el aporte resultante de que las violaciones del número de bariones y leptones, especialmente los que se manifiestan en la desintegración del protón, son consecuencias probables de esta unificación. La propuesta de Pati y Salam, conocida como modelo de Pati-Salam, de la simetría del color en SU(4), la quiralidad y la existencia asociada de neutrinos dextrógiros son elementos clave para la comprensión de la masa observada del neutrino y de sus oscilaciones.

## Premios y reconocimientos
Pati recibió la Medalla Dirac por sus contribuciones a la teoría de la unificación en el 2000 junto a Howard Georgi y Helen Quinn. En 2013, recibió el Padma Bhushan, el tercer mayor reconocimiento civil del gobierno de la India.